# 운키아르 스켈레시 조약
운키아르 스켈레시 조약(-條約)은 콘스탄티노플 대안(對岸) 운키아르 스켈레시(Unkiar Skelessi)에서 러시아 제국과 오스만 제국 사이에 체결된 조약이다(1833년). 양국에 내란이나 전쟁이 발생하였을 경우의 상호원조를 약속한 외에 비밀추가조약(秘密追加條約)에 있어서 러시아 군함의 다르다넬스 해협의 자유 항해와 타국 군함의 통과에 대한 폐쇄를 약정하였다. 이 추가조약에 대해 영국과 프랑스는 강력하게 반대하였다. 결국 1840년 영국·오스트리아·프로이센·러시아 4국과 투르크 사이에 체결된 런던 4국 조약에 의해 폐기되고, 이어 다음해 프랑스를 참가시켜 다르다넬스 해협의 평상시 외국 군함 통과를 금지시킨 국제 해협 협정이 성립되었다.

## 같이 보기
- 러시아-튀르크 전쟁
- 무함마드 알리 왕조